# Combat de l'Adrar Bouss
Guerre du Sahel
Batailles
- Tlemss
- 1re Tilwa
- Tabankort
- Ouraren
- Adrar Bouss
- Agadez et Arlit
- Tchibarakaten
- Mangaïzé
- Tazalit
- 1re Bani Bangou
- 2e Tilwa
- Wanzarbé
- Abala
- Midal
- 1re Tongo Tongo
- 1re Ayorou
- 2e Tongo-Tongo
- Baley Beri
- 1re Inates
- 2e Inates
- Sanam
- Chinégodar
- 2e Ayorou
- 2e Bani Bangou
- Taroun
- Torodi
- Adabda
- Intagamey
- Koutougou
- Tabatol
- Takanamat
- Teguey
- Chatoumane

Le combat de l'Adrar Bouss a lieu le 15 septembre 2011 lors de la guerre du Sahel.

## Déroulement
Le 15 septembre 2011, près d'Adrar Bouss, à 400 kilomètres au nord-est d'Agadez, dans le nord du massif de l'Aïr, un accrochage oppose un détachement de l'armée nigérienne à des combattants d'AQMI. Selon un communiqué du ministère de la Défense du Niger, le bilan est d'un tué et deux blessés du côté des militaires contre trois morts chez les jihadistes. De plus, les soldats s'emparent d'un lance-roquettes RPG-7, de trois fusils AK-47, d'un fusil mitrailleur et d'une importante quantité de munitions. Deux ou trois pick-up jihadistes sont pris, un autre est détruit lors du combat. L'armée nigérienne a également affirmé avoir capturé 59 jeunes recrues d'AQMI. Ceux-ci affirment avoir été enrôlées à Agadez par un Marabout de Tahoua et son adjoint, ils sont tous deux arrêtés,,.